# Лапин, Василий Иванович
Василий Иванович Лапин (род. 27 января 1948 год) — мастер спорта СССР международного класса, призёр чемпионата СССР по биатлону.

## Биография
Лапин Василий родился 27 января 1948 году в деревне Сосновка Ярского района Удмуртской АССР. В 1963 году он окончил восьмилетнюю школу в селе Елово и в этом же году поступил в Чепецкий политехникум города Глазова. 
С 1965 года Лапин В. учился в Московском областном политехникуме в городе Электросталь. В техникуме занимался легкой атлетикой, лыжами, участвовал в соревнованиях на первенство техникума, города. В 1966 году для прохождения производственной практики Лапин направлен в город Глазов на ЧМЗ в цех № 4 учеником электромонтера. Днем работа, затем тренировка в спортивной секции у тренера Булдакова Александра Семеновича, а вечером учёба в техникуме.
В начале 1967 года вместе с опытными биатлонистами Путятиным П. Н., Светлаковым Л., Малых В. А. он начал тренировки по биатлону и выступил в первенстве республики. В июле 1967 года В. Лапин был призван в ряды Советской Армии в войска ПВО.
После демобилизации В. Лапин в сентябре 1969 года был принят на ЧМЗ в цех № 4 слесарем КИПиА и после большого перерыва приступил к тренировкам в лыжной секции у Булдакова А. С. В апреле 1971 года в городе Мурманске в составе команды Удмуртии по биатлону в эстафете 4 х 7,5 км стал бронзовым призёром чемпионата России по биатлону.
В 1972 году на чемпионате ДСО профсоюзов в составе команды Центрального совета ФИС стал чемпионом ВЦСПС в эстафете, тем самым выполнил норматив мастера спорта СССР. Серебряный призёр первенства СССР по летнему биатлону 1972 года. В январе 1975 года, заняв 3-е место в международных соревнованиях «Кавголовские игры» под Ленинградом, выполнил норматив мастера спорта СССР международного класса. В составе сборных команд Удмуртии, ЦС ФИС, ДСО профсоюзов участвовал практически во всех всесоюзных соревнованиях по биатлону, был участником 2-х Спартакиад народов РСФСР и 2-х Спартакиад народов СССР в 1974 и 1978 годах, участником Спартакиады профсоюзов, Праздника Севера в городе Мурманске. Чемпион и серебряный призёр СССР в патрульной гонке, неоднократный чемпион России, Урала, Удмуртии, ЦС ФИС по биатлону.
В 1978 году после участия в Спартакиаде народов СССР закончил выступать в соревнованиях в составе сборной спортклуба «Прогресс», так как учился на четвёртом курсе Кировского политехнического института, который окончил в 1981 году.
Работал на ЧМЗ в цехе № 4 мастером КИП и А, секретарем партийной организации цеха, старшим мастером-энергетиком, энергетиком цеха. С 1992 года работал в ОГЭ, а с 1997 года в диспетчерской группе ЧМЗ.
Награждён знаком «Ветеран атомной энергетики и промышленности»
Василий Лапин принимал участие в издании книги «50 лет биатлону Удмуртии», подготовил книгу «История биатлона в Глазове» и альбом «История биатлона в биографиях спортсменов»